# Борсо д’Эсте
Бо́рсо д’Э́сте (итал. Borso d’Este; 24 августа 1413, Феррара, маркграфство Феррара — 19 августа 1471, Феррара, герцогство Феррара) — маркграф Феррары, первый герцог Феррары и герцог Модены и Реджо из дома Эсте.

## Биография
Борсо д’Эсте был внебрачным сыном Никколо III д'Эсте, маркграфа Феррары от его любовницы Стеллы деи Толомеи, принадлежавшей к ветви семьи Толомеи — Tolomei dell'Assassino. После смерти брата, Леонелло д’Эсте, 1 октября 1450 года Борсо унаследовал все его домены.

### Герцог Феррары, Модены и Реджо
18 мая 1452 года император Фридрих III передал ему во владение Модену и Реджо и даровал ему титул герцога. 14 апреля 1471 года папа Павел II даровал ему личный титул герцога Феррары.
Всеми возможными средствами Борсо расширял владения и влияние дома д’Эсте. Во внешней политике он был союзником Венецианской республики в борьбе с Франческо Сфорца, чем настроил против себя дом Медичи. Он надеялся присоединить к своим владениям Миланское герцогство после смерти Филиппо Марии Висконти, последнего миланского герцога из дома Висконти. Эти разногласия привели к бессмысленному сражению при Риккардине, в котором не было победителей.
В позднейшей традиции Борсо стал рассматриваться как великодушный и просвещенный правитель, за то, что сделал законнорожденного сына отца, своего сводного брата Эрколе д’Эсте и его жену Риччарду ди Салуццо, своими наследниками. На самом деле Борсо был довольно скуп. Известен случай, когда он отказался оплатить работу артели живописцев под руководством Франческо дель Косса. Герцог не был женат и детей не имел. Он умер 20 августа 1471 года.

### Меценат
Во время правления Борсо в Ферраре латынь перестала быть официальным языком. Герцога интересовали придворные интриги, охота и балы. Он не знал латыни и не покровительствовал учёным, но не жалел средств на содержание университета. Небольшая группа филологов, оставшихся в Ферраре, занималась переводами для Борсо с древнегреческого и латинского языков на итальянский произведений античной литературы, среди которых были «Сравнительные жизнеописания» Плутарха, «Письма» Цицерона, сочинения Аппиана, Геродота, Ксенофонта, Плавта, Апулея и многих других. С развитием итальянского языка в Ферраре также связано увлечение при дворе французскими рыцарскими романами. В каталоге герцогской библиотеки сохранились записи о книгах, которые читали члены семьи герцога и придворные: «Готфрид Бульонский», «Галахад Чёрный», «Мелиадуза», «Тристан на галльском языке», «Ланселот», «Грааль», «Мерлин». Борсо нравилось, когда его сравнивали с рыцарями Круглого стола.
Единственным известным гуманистом при дворе герцога был Лудовико Карбоне (1435—1482), автор четырёх поэтических сборников, о котором Строцци говорит, как о выдающимся поэте и учёном, гордившимся тем, что сочинил десять тысяч стихов — эпитафии на смерть известных современников и свадебные песни в честь невест из благородных семей. При дворе в Ферраре также служил Микеле Савонарола, автор «Большой практики» — энциклопедии медицинских знаний того времени.

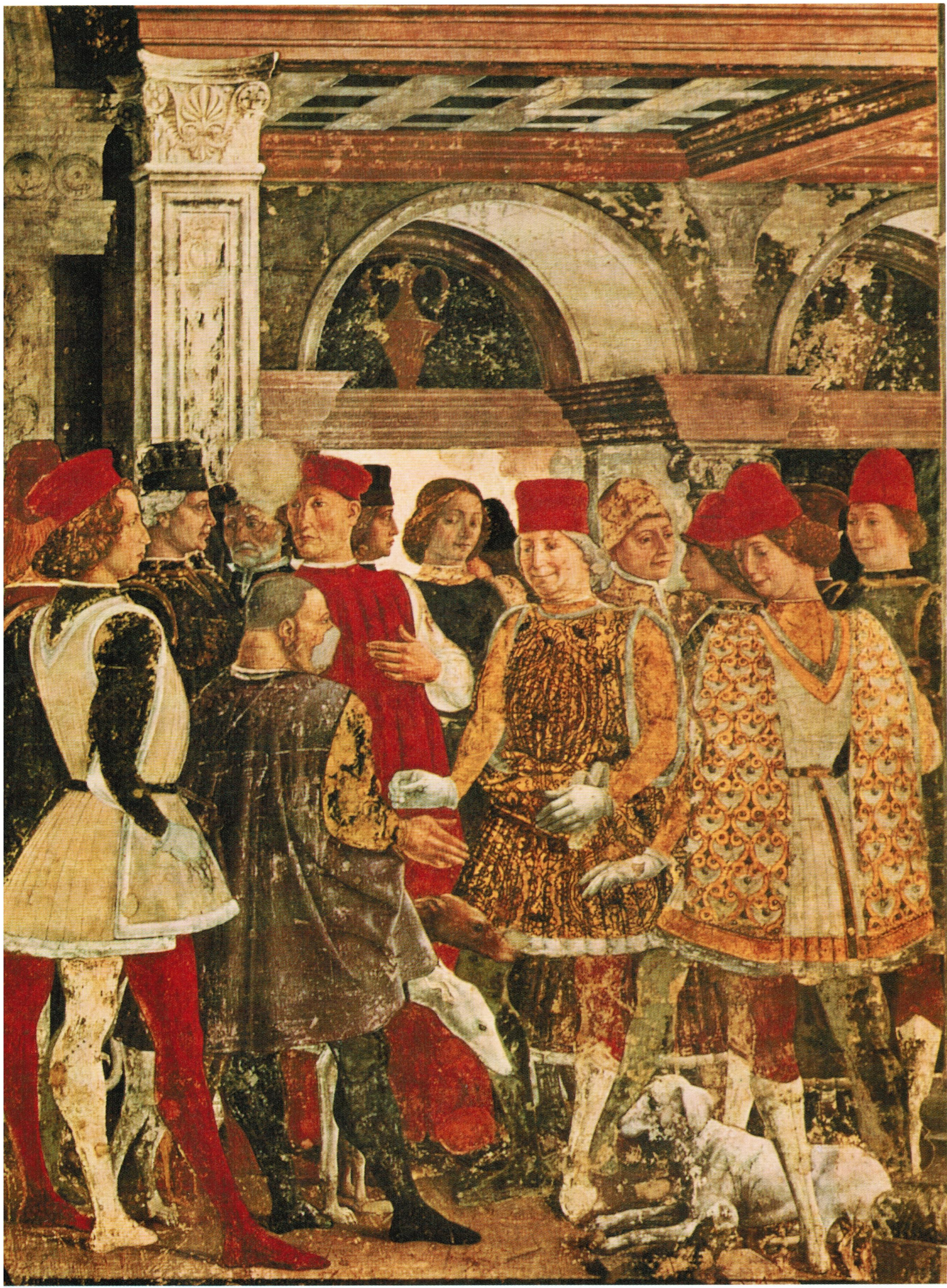
Борсо д’Эсте и его шут. Фрагмент фрески «Апрель» во дворце Скифанойя кисти Франческо дель Косса (1469—1470)

При правлении Борсо в Ферраре прекратилось влияние зарубежных живописцев. За исключением Пьеро делла Франческа, который в 1451 году трудился при дворе по приглашению герцога, никаких других художников-иностранцев при дворе не было. К этому времени относится зарождение феррарской школы живописи, одним из основателей которой был Козимо Тура (1429/1430—1495). После смерти придворного живописца Анджело да Сиены, он занял его место. Им были написаны картоны для шпалер во фламандском стиле; ими покрывали скамьи и кровати. Художник также занимался орнаментацией сундуков, сбруй и даже бучинторо, на которых Борсо приплыл на встречу с герцогом Милана в 1462 году. Когда живописец вернулся в Феррару в 1467 году, после двухлетнего отсутствия,во время которого занимался созданием фресок в библиотеке Мирандолы, герцог поручил ему украсить фресками большой зал дворца Скифанойя, а затем капеллу в замке Бельригуардо. Борсо умер прежде, чем Тура закончил работу над фресками в капелле. По завещанию герцога, он украсил его катафалк. Параллельно с работой в капелле живописец написал две свои известные картины — «Святой Георгий» и «Благовещение».
Во время работы над фресками во дворце Скифанойя, вместе с Тура трудились молодые живописцы Эрколе де Роберти (1450—1496) и Франческо дель Косса (1438—1480). Стиль последнего отличается выразительностью, реалистичностью и некоторой гротескностью. В 1467—1470 годах им были написаны фрески, изображавшие деяния Борсо в марте, апреле и мае. После 1470 года Косса переехал в Болонью. В Ферраре также начал свою карьеру живописец Бальдассаре д’Эсте, бастард маркграфа Никколо III. В 1469 году он получил место придворного художника. Живописец был блестящим портретистом. По приказу Борсо он переписал головы герцога на фресках во дворце Скифанойя, из-за чего их автор — художник Косса, обидевшись, покинул Феррару. Самыми известными работами живописца, созданными им в этот период, были «Конный портрет Борсо д’Эсте», «Портрет Альберто д’Эсте», «Портрет Лоренцо Строцци» и «Портрет Теофиле Кальканьиньего».
По заказу герцога была написана знаменитая Библия Борсо д’Эсте, украшенная рисунками Таддео Кривелли, выдающегося миниатюриста эпохи Возрождения.

### Книги
- Chłedowski K. Dwór w Ferrarze :  [польск.]. — Warszawa : Państwowy Instytut Wydawniczy, 1958. — 445 p.